# Río Año Nuevo
El río Año Nuevo, es un curso natural de agua que fluye en la Región de Aysén del General Carlos Ibáñez del Campo con dirección general sur hasta desembocar en el río Bravo (Mitchell).

## Historia
Luis Risopatrón lo describe en su Diccionario jeográfico de Chile (1924):: 39 
Año nuevo (Rio) 48° 00’ 73° 00’. Es formado por numerosos brazos, que corren por profundos zanjones i se dirije al S en un valle de 4 a 6 kilómetros de largo, después del cual corre entre cerros acantilados, para vaciarse en la marjen N del curso inferior del rio Bravo; fue bautizado por el injeniero de la Comisión de Limites, señor Ricardo 2.° Michell por haberlo descubierto el 1.° de enero de 1900. 121, p. 48 i 169; 134; i 156.